# سيلاوس
سيلاوس (بالفرنسية: Cilaos)‏ هي بلدة وبلدية في جزيرة ريونيون الفرنسية في المحيط الهندي. تقع في وسط الجزيرة، في كالديرا بارتفاع 1214 مترًا.